# Lijst van voetbalinterlands Guyana - Saint Kitts en Nevis
Deze lijst van voetbalinterlands is een overzicht van alle officiële voetbalwedstrijden tussen de nationale teams van Guyana en Saint Kitts en Nevis. De landen speelden tot op heden drie keer tegen elkaar. De eerste ontmoeting, een kwalificatiewedstrijd voor de Caribbean Cup 2008, werd gespeeld in Macoya (Trinidad en Tobago) op 5 november 2008. Het laatste duel, een kwalificatiewedstrijd voor het Wereldkampioenschap voetbal 2022, vond plaats op 4 juni 2021 in Basseterre.

## Wedstrijden
| № | Plaats     | Datum            | Competitie                      | Wedstrijd                     | Uitslag |
| - | ---------- | ---------------- | ------------------------------- | ----------------------------- | ------- |
| 1 | Macoya     | 5 november 2008  | Caribbean Cup 2008 kwalificatie | Guyana − Saint Kitts en Nevis | 1 − 1   |
| 2 | Basseterre | 7 september 2014 | Caribbean Cup 2014 kwalificatie | Saint Kitts en Nevis − Guyana | 2 − 0   |
| 3 | Basseterre | 4 juni 2021      | WK 2022 kwalificatie            | Saint Kitts en Nevis − Guyana | 3 − 0   |

## Samenvatting
| Competitie                 | Totaal gespeeld | Winst Guyana | Gelijk | Winst St. Kitts-Nev. | Doelsaldo Guyana – St. Kitts-Nev. |
| -------------------------- | --------------- | ------------ | ------ | -------------------- | --------------------------------- |
| WK-kwalificatie            | 1               | 0            | 0      | 1                    | 0 − 3                             |
| Caribbean Cup-kwalificatie | 2               | 0            | 1      | 1                    | 1 − 3                             |
| Totaal                     | 3               | 0            | 1      | 2                    | 1 − 6                             |

GFF · A-internationals · Olympisch elftal · Guyaans vrouwenelftal
Amerikaanse Maagdeneilanden ·
Anguilla ·
Antigua en Barbuda ·
Aruba ·
Bahama's ·
Barbados ·
Belize ·
Bermuda ·
Bolivia ·
Cambodja ·
Costa Rica ·
Cuba ·
Dominica ·
Dominicaanse Republiek ·
El Salvador ·
Ethiopië · 
Grenada ·
Guatemala ·
Haïti ·
India ·
Indonesië ·
Jamaica ·
Kaaimaneilanden ·
Kaapverdië ·
Mexico ·
Montserrat ·
Nederlandse Antillen ·
Panama ·
Puerto Rico ·
Saint Kitts en Nevis ·
Saint Lucia ·
Saint Vincent en de Grenadines ·
Suriname ·
Trinidad en Tobago ·
Turks- en Caicoseilanden ·
Verenigde Staten
SKNFA · A-internationals · Vrouwenelftal van Saint Kitts en Nevis
1979 – 1989 · 
1990 – 1999 · 
2000 – 2009 · 
2010 – 2019 ·
2020 − 2029
Amerikaanse Maagdeneilanden ·
Andorra ·
Anguilla ·
Antigua en Barbuda ·
Armenië ·
Aruba ·
Bahama's ·
Barbados ·
Belize ·
Bermuda ·
Britse Maagdeneilanden ·
Canada ·
Costa Rica ·
Cuba ·
Curaçao ·
Dominica ·
Dominicaanse Republiek ·
El Salvador ·
Estland ·
Georgië ·
Grenada ·
Guyana ·
Haïti ·
India ·
Jamaica ·
Kaaimaneilanden ·
Mauritius ·
Mexico ·
Montserrat ·
Nicaragua ·
Noord-Ierland ·
Puerto Rico ·
Saint Lucia ·
Saint Vincent en de Grenadines ·
San Marino ·
Suriname ·
Taiwan ·
Trinidad en Tobago ·
Turks- en Caicoseilanden ·
Verenigde Staten